# Babice (gmina w województwie łódzkim)
Babice (od 1953 Kazimierz) – dawna gmina wiejska istniejąca do 1953 roku w woj. łódzkim. Nazwa gminy pochodzi od wsi Babice, lecz siedzibą władz gminy był Kazimierz.
Za Królestwa Polskiego gmina Babice należała do powiatu łódzkiego w guberni piotrkowskiej. 19 maja?/31 maja 1870 do gminy przyłączono pozbawiony praw miejskich Kazimierz.
W okresie międzywojennym gmina Babice należała do powiatu łódzkiego w woj. łódzkim. 1 kwietnia 1927 do gminy Babice przyłączono część obszaru zniesionej gminy Rszew (Mirosławice, Ignacew, Stefanów i Żabiczki). 
Po wojnie gmina zachowała przynależność administracyjną.  1 lipca 1952 roku gmina składała się z 8 gromad: Albertów, Babice, Babiczki, Kazimierz, Mirosławice, Stanisławów Nowy, Stanisławów Stary i Zdziechów.
21 września 1953 roku jednostka o nazwie gmina Babice została zniesiona przez przemianowanie na gminę Kazimierz.